# Fissurina praetermissa
Fissurina praetermissa är en lavart som beskrevs av A. W. Archer & Elix. Fissurina praetermissa ingår i släktet Fissurina och familjen Graphidaceae.   Inga underarter finns listade i Catalogue of Life.